# William Eustis (schip, 1943)
De William Eustis was een Amerikaans liberty-vrachtschip van 7.196 ton, dat tijdens de Tweede Wereldoorlog tot zinken werd gebracht door een Duitse onderzeeboot.

## Geschiedenis
De William Eustis werd voltooid in januari 1943 op de scheepswerf van Todd-Houston Shipbuilding Co, Houston, Texas. De eigenaar was United Fruit SS Co, New York, met als thuishaven Houston.
Het schip werd vernoemd naar William Kyle Eustis, (Cambridge (Massachusetts), 21 juni 1753 - Boston, 6 februari 1825). Hij was een vroegere Amerikaans staatsman.

## De fatale reis
Ze had een 72-koppige bemanning aan boord en voer mee met konvooi HX-229 op 17 maart 1943, vertrekkend vanuit Cienfuegos, Cuba, via New York op 8 maart, naar Liverpool. Haar lading bestond uit 7000 ton suiker en 600 ton voedsel, met inbegrip van melk, eieren en gedroogd fruit. 
Omstreeks 01.22 uur op 17 maart 1943, werd het Amerikaanse liberty-vrachtschip William Eustis met kapitein Cecil Desmond als gezagvoerder, in colonnepost 22 van het konvooi HX-229 geraakt aan haar stuurboordzijde door een van de twee FAT-torpedo's van de U-435, onder bevel van Siegfried Strelow, in positie 50°10’ noord en 35°02’ west.  
De andere FAT-torpedo had het vrachtschip gemist op zo’n 200 voet (ong. 61 m) afstand. De torpedo die in ruim 2 insloeg, blies de luikgaten van ruim 2 en 3 weg, overstroomde de boordrand en veroorzaakte een serieuze scheur in de scheepsromp, die zichtbaar werd aan stuurboordzijde, tot op zo’n 20 voet (ong. 6 m) van de commandobrug.
Acht officieren, 34 bemanningsleden en 30 kanonniers (het schip werd bewapend met één 5-inch, één 3-inch en acht 20-mm kanonnen) verlieten het zinkende schip na 30 minuten in één reddingsboot en vier vlotten. Het zware weer had vier van de reddingsboten beschadigd en een ander raakte beschadigd door de explosie. Alle 72 overlevenden van de William Eustis werden opgepikt na vier uur ronddobberen in de woelige zee, door HMS Volunteer (D 71), die het gescheurde wrak met haar kanonvuur en dieptebommen liet zinken. Daarna werd de voltallige bemanning van de William Eustis naar Liverpool gebracht op 22 maart.